# Ciclone Arthur
O ciclone tropical Arthur (designação do JTWC: 09P, também conhecido simplesmente como ciclone Arthur) um único ciclone tropical que afetou a Polinésia Francesa em Janeiro de 2007. Arthur foi o oitavo ciclone tropical e o quarto sistema tropical nomeado da temporada de ciclones no Pacífico sul de 2006-07 e formou-se em 21 de Janeiro de uma perturbação tropical ao norte de Fiji. O sistema seguiu para leste-sudeste e sudeste durante praticamente todo o seu período de existência, alcançando o pico de intensidade com ventos máximos sustentados de 120 km/h, segundo o Joint Typhoon Warning Center, ou 110 km/h, segundo o Centro Meteorológico Regional Especializado de Nadi, Fiji. Após atingir o pico de intensidade, Arthur encontrou condições meteorológicas hostis e tornou-se um ciclone extratropical em 27 de Janeiro de 2007, dissipando-se completamente no dia seguinte.
O ciclone afetou algumas ilhas da Polinésia Francesa, inclusive Taiti, provocando chuvas fortes e mar agitado na região. Nenhuma fatalidade ou pessoa ferida foi relatada como decorrência da passagem do ciclone.

## História meteorológica

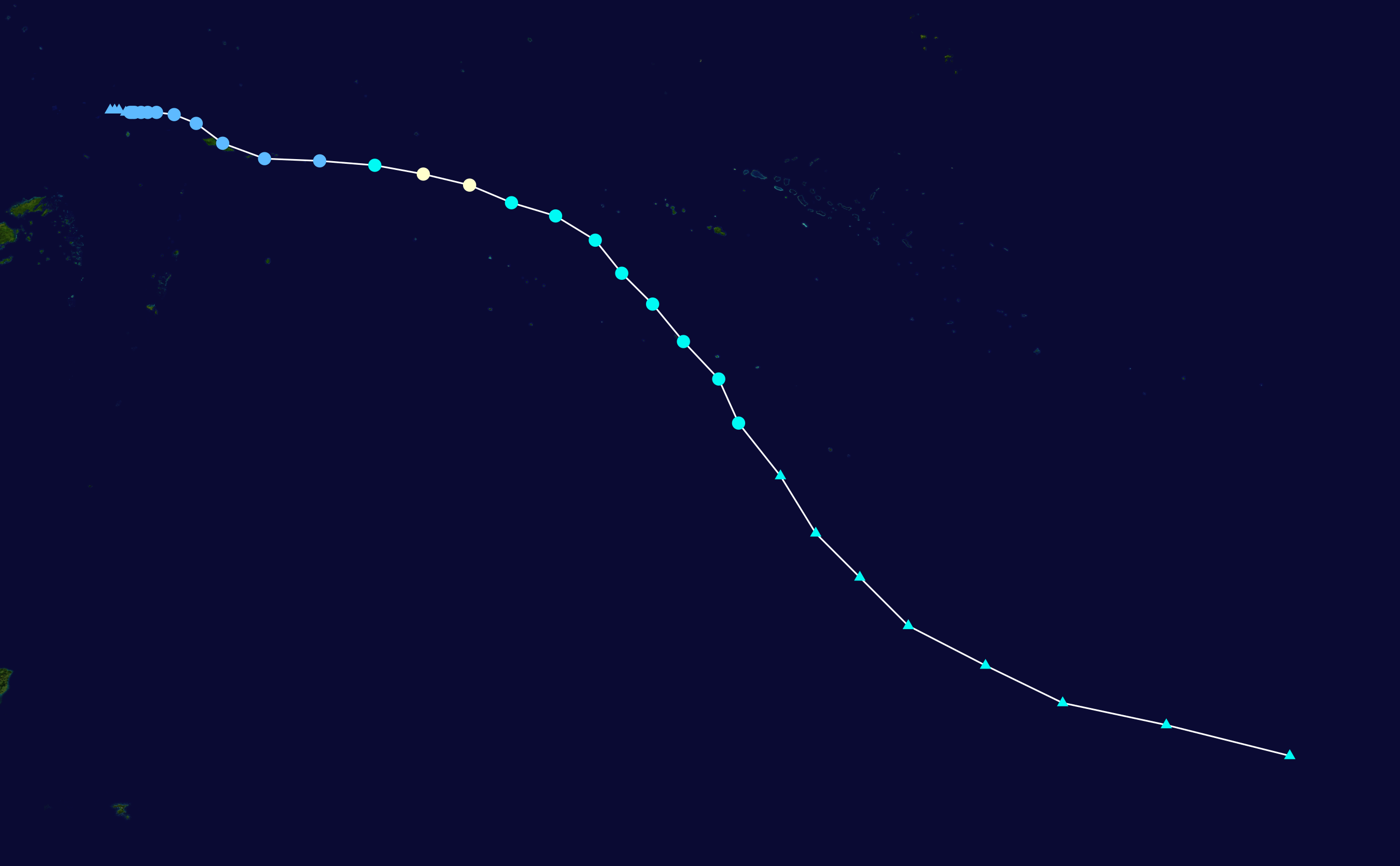
O caminho de Arthur

A área de convecção que viria da origem o ciclone Arthur foi observada pela primeira vez em 15 de Janeiro a cerca de 1.380 km ao norte de Suva, capital de Fiji. O sistema não demonstrou sinais de organização até em 20 de Janeiro, quando novas áreas de convecção se formaram devido à excelente divergência de altos níveis e ao baixo cisalhamento do vento. Naquele momento, o Joint Typhoon Warning Center (JTWC) começou a monitorar o sistema como uma perturbação tropical. Com a contínua consolidação do centro ciclônico de baixos níveis, o Centro Meteorológico Regional Especializado (CMRE) de Nadi, Fiji, classificou em 21 de Janeiro o sistema para uma depressão tropical. Continuando a se organizar, o JTWC emitiu, horas depois, um Alerta de Formação de Ciclone Tropical (AFCT), mencionando que havia a possibilidade do sistema se tornar um ciclone tropical significativo dentro de 24 horas. No entanto, variações meteorológicas diurnas e o aumento do cisalhamento do vento impediu a intensificação do sistema, embora não enfraquecesse a perturbação. Com isso, o JTWC teve que repetir o AFCT em outras duas ocasiões até que em 24 de Janeiro, o JTWC classificou a perturbação para um ciclone tropical significativo e lhe atribuiu o a designação 09P. Praticamente ao mesmo tempo, o CMRE de Nadi também classificou a depressão para um ciclone tropical e lhe atribuiu o nome Arthur. Naquele momento, o centro do ciclone localizava-se a cerca de 555 km de Pago Pago, Samoa Americana.
Seguindo rapidamente para leste-sudeste devido à influências de correntes ocidentais de vento, Arthur continuou na se intensificar numa região com forte divergência e quase nenhum cisalhamento do vento. Novas áreas de convecção profunda se formaram assim que um olho começou a ser observável de imagens de satélite. Além disso, o fluxo de saída de ar do ciclone estava desenvolvido em todos os quadrantes. Arthur atingiu o seu pico de intensidade no começo da madrugada (UTC) de 25 de Janeiro, a cerca de 960 km a oeste-noroeste de Bora Bora, Taiti, com ventos máximos sustentados de 120 km/h, segundo o JTWC, ou 110 km/h, segundo o CMRE de Nadi.
Arthur ainda manteve o seu pico de intensidade por pouco mais de seis horas antes de começar a ser afetado pelo aumento do cisalhamento do vento. Além disso, Arthur começou a seguir para sudeste, seguindo sobre águas mais frias, o que contribuiu para o enfraquecimento do ciclone. Logo praticamente todas as principais áreas de convecção associadas ao ciclone foram remanejadas para o sudeste do centro ciclônico de baixos níveis. No começo da madrugada (UTC) de 27 de Janeiro, o CMRE de Nadi emitiu seu último aviso sobre Arthur assim que o ciclone saiu de sua área de responsabilidade para adentrar na área de responsabilidade do Centro de Aviso de Ciclone Tropical (CACT) de Wellington, Nova Zelândia. Horas antes, o JTWC já havia emitido seu último aviso regular sobre o sistema. Mais tarde naquele dia, Arthur começou a perder suas características tropicais para se tornar um ciclone extratropical por volta do meio-dia de 27 de Janeiro. O CACT de Wellington ainda continuou a monitorar o ciclone extratropical remanescente de Arthur até em 28 de Janeiro.

## Preparativos e impactos
Em associação com o ciclone Zita, Arthur provocou períodos prolongados de chuva forte sobre a Polinésia Francesa. Em Taiti e em Moorea, a chuva resultou em deslizamentos de terra, que danificaram algumas residências. Além disso, algumas ilhas austrais da Polinésia Francesa também relataram fortes rajadas de vento e mar agitado como decorrência da passagem de Arthur sobre a região.